# Unicamente
Unicamente é o segundo álbum de estúdio da cantora ítalo-brasileira Deborah Blando, lançado em 17 de janeiro de 1997 pela gravadora Virgin, sob licença de David Wolff Productions. As gravações do projeto ocorreram entre 1995 e 1996, em estúdios nos Estados Unidos e no Brasil, junto à produtors como Patrick Leonard (mundialmente conhecido por compor e produzir grandes sucessos da Madonna) e David Foster (produtor de Michael Jackson, Whitney Houston, Cher, Céline Dion e Donna Summer).
A princípio, o álbum seguiria o mesmo formato de seu álbum de estreia A Different Story, com todas as suas faixas em inglês, mas durante a finalização em estúdio, Blando optou por manter a faixas que já havia composto em suas versões originais, em português, à procura de manter um vínculo maior com o público brasileiro. Comercialmente, o álbum foi um sucesso, sendo certificado como ouro pela Pro-Música Brasil e vendendo 120 mil cópias até novembro de 1997.
Três singles foram lançados, incluindo a faixa-título "Unicamente", que foi um grande sucesso nas rádios e foi incluída na trilha sonora da novela "A Indomada" como tema da personagem principal interpretada por Adriana Esteves.
O encarte do álbum contém inspiração nos artistas franceses Pierre et Gilles.

## Desenvolvimento e gravação
Após alguns anos focando-se no mercado brasileiro, Blando assinou contrato com o selo Lava Records para a produção de um segundo álbum em inglês, focado no mercado americano. Após gravar vocais para o álbum Suave Suave do grupo de trip hop B-Tribe na Alemanha, Blando retornou aos Estados Unidos para iniciar a produção de álbum de música pop com ritmos brasileiros, que seria lançado entre 1995 e 1996.
Blando participou de maneira proeminente composição e produção do álbum, juntamente com David Foster, Patrick Leonard, Carl Sturken e Evan Rogers. Patrick Leonard, conhecido pelo seu trabalho no álbum Like a Prayer da Madonna, envolveu-se no projeto após ouvir duas demos que Blando havia gravado com David Foster. Interessado no projeto, Leonard a convidou para compor músicas em um estúdio em Boulder.
Em meio à produção do álbum, Blando recebeu notícias de que seu sobrinho, Gianluca, havia sido diagnosticado com leucemia; a vontade de retornar ao Brasil para estar perto da família fez com que a cantora, juntamente com seu empresário David Wolff, renegociasse o projeto americano junto à gravadora. O diretor da Lava Records, Jason Flom, cedeu as gravações para que fossem lançadas no Brasil por outro selo. Em 1996, Blando assinou contrato com a gravadora Virgin Records para que o álbum fosse lançado no Brasil.

## Composição
Blando participou de maneira proeminente composição e produção do álbum, juntamente com David Foster, Patrick Leonard, Carl Sturken e Evan Rogers. Diversas faixas, incluindo os singles "Unicamente" e "Gata", foram gravadas em português e inglês, embora apenas uma das versões foi incluída no lançamento. A produção do álbum coincidiu com um período em que a cantora estava a conhecer o processo de transformação espiritual. Essa perspectiva influenciou o processo criativo do álbum, cuja temática principal são os oceanos. Em uma entrevista de 1997 à revista Mergulho, Blando nota que "todas as músicas foram inspiradas pelo mar e dedicadas a ele".
Em 2023, Blando refletiu sobre trabalhar com Patrick Leonard, e revelou o processo desafiador de composião de "So Blue", composta nas montanhas de Boulder, Colorado em 1996. Leonard esboçou uma melodia no piano, que acabaria por se tornar a base de "So Blue". Leonard anunciou: "Vou dar uma saída na cidade e volto em uma hora. Quero a letra pronta quando eu voltar". Blando expressou sua preocupação: "Mas eu preciso de tempo, um dia ou dois", e Leonard retrucou: "A Madonna escreve uma letra em 20 ou 30 minutos!" Blando respondeu: "Mas eu não sou a Madonna!" Além disso, o inglês não era sua língua materna. No final das contas, ela conseguiu escrever a letra em aproximadamente duas horas, com a ajuda de Gordon Grody, que a auxiliava por telefone.

## Singles
"Unicamente" foi servido como carro-chefe do álbum. Devido à sua inclusão na trilha sonora da novela "A Indomada", produzida pela Rede Globo, a música rapidamente entrou na lista das músicas mais tocadas do Brasil e foi incluída em coletâneas da Jovem Pam. Posteriormente, a música foi trabalhada como single do álbum Deborah Blando em Portugal.  
"Gata" foi o segundo single e manteve a continuidade do sucesso de "Unicamente" com uma versão remix para as rádios produzida pelo DJ Memê e trouxe à cantora boa receptividade com a sua apresentação nos principais programas de auditório da época (Planeta Xuxa, Domingo Legal, Bem Brasil e Programa H, entre outros). 
"Última Estória" foi o terceiro single do álbum.

## Lista de faixas
As faixas estão listadas de acordo com o acompanhante encarte do álbum Unicamente.
| Unicamente     |                     |                                                                                   |                                          |         |  |
| N.º            | Título              | Compositor(es)                                                                    | Produtor(es)                             | Duração |  |
| 1.             | "Unicamente"        | Deborah Blando Reppolho Andres Levin Camus Mare Celli Gordon Grody Erich Baptista | Grody Celli Levin Blando                 | 4:42    |  |
| 2.             | "Última Estória"    | Blando Fred Nascimento                                                            | Levin Grody Celli Blando                 | 4:18    |  |
| 3.             | "Follow the Sound"  | Blando Patrick Leonard Grody                                                      | Leonard Grody [A] Blando [A]             | 4:56    |  |
| 4.             | "Don’t Deny Me"     | Chip Taylor Al Gorgoni Blando Grody                                               | Gorgoni Grody Blando                     | 4:17    |  |
| 5.             | "Gata"              | Blando Levin Celli                                                                | Celli Levin Grody Blando                 | 4:23    |  |
| 6.             | "Segredo Cigano[A]" | Deborah Blando Patrick Leonard Erich Baptista                                     | Leonard                                  | 3:36    |  |
| 7.             | "So Blue"           | Blando Leonard Grody                                                              | Leonard Grody [A] Blando [A]             | 4:45    |  |
| 8.             | "Gods of Creation"  | Blando Sturken Rogers                                                             | Foster Rogers [A] Sturken [A] Blando [A] | 3:53    |  |
| 9.             | "Innocence[A]"      | Blando                                                                            | Foster                                   | 4:12    |  |
| 10.            | "Gianluca"          | Deborah Blando                                                                    | Blando Marc Moreau                       | 3:51    |  |
| Duração total: | Duração total:      | Duração total:                                                                    | Duração total:                           | 42:53   |  |

Notas
A  - denota produtores adicionais
B  - A cantora Bebel Gilberto faz vocal de apoio na faixa “Segredo Cigano”.
C  - Versão em português. Esta faixa foi composta inicialmente neste idioma e posteriormente recebeu uma versão em língua inglesa que foi incluída no álbum “A Different Story”.

## Faixas não-lançadas
Blando confirmou através de entrevistas e redes sociais que existem faixas gravadas em inglês que não foram lançadas. Algumas das faixas conhecidas:
- Dream of Peace (versão em inglês de "Unicamente")[15]
- Total Relaxation (versão em inglês de "Gata")[16]

## Equipe
- Deborah Blando - vocais, teclados, vocal de apoio;
- Andres Levin - teclados, violão, baixo, bateria;
- Camus Mare Celli - teclados, baixo, bateria;
- Repolho - percussão;
- Memê - percussão, teclados;
- Hiroshi Mizutari - baixo, teclados;
- Gordon Grody - vocal de apoio;
- Kit Hain - vocal de apoio;
- Danny Wilensky - saxofone;
- Dunga - baixo.

## Trilhas Sonoras
| Ano  | Single       | Álbum             |
| ---- | ------------ | ----------------- |
| 1997 | "Unicamente" | A Indomada Vol. 1 |
| 1997 | "Gata"       | Malhação          |

## Vendas e certificações
| País          | Certificação | Vendas   |
| ------------- | ------------ | -------- |
| Brasil - ABPD | Ouro         | 120,000+ |